# Lev Leváyev
Lev Avnérovich Leváyev (Levíev) Лев Авнерович Леваев (Леви́ев) es un billonario uzbeko-israelí y el director de África-Israel Inversiones, una de las compañías comerciales más importantes de Israel. Las industrias en las que tiene participaciones son diamantes, bienes inmuebles, y la producción de sustancias químicas. Lev Leváyev, apoya a la comunidad judía, en los países de la antigua Unión Soviética, a través de la Federación de Comunidades Judías de la Comunidad de Estados Independientes (CEI).

## Negocios
Lev Leváyev, a través de su empresa África-Israel Inversiones, y el canal ruso-israelí Israel Plus, posee grandes inversiones en las industrias de diamantes (siendo un importante rival de De Beers), bienes inmuebles, centros comerciales, moda (incluyendo la compañía de trajes de baño Gottex), energía y medios de comunicación. Leváyev es el dueño de minas de diamantes en Rusia y en África.

## Vida personal
Lev nació en Taskent, en la República Socialista Soviética de Uzbekistán en 1956, sus padres Rabí Avner y Jana Leváyev fueron miembros prominentes de la comunidad judía de Bujará. En 1971, cuando Lev tenía solo quince años, él y sus padres emigraron a Eretz Israel. Leváyev trabajó en una fábrica de pulido de diamantes, y después de realizar su servicio militar abrió un negocio propio. Cuándo el bloque del Este cayó a principios de los años 1990, Leváyev empezó aumentar sus negocios en Europa Oriental y la Unión Soviética. El Rebe de Jabad-Lubavitch, el Rabino Menachem Mendel Schneerson, lo bendijo con calidez y entusiasmo, por sus actividades en favor de los judíos de todo el Mundo, especialmente de los judíos rusófonos.

## Lucha Contra el Monopolio
Durante su ascenso, según la revista Forbes,frecuentemente, Leváyev tenía que hacer negocios con De Beers, a menudo en una situación de desventaja, de igual modo que a muchos otros comerciantes de diamantes, la excesiva influencia de De Beers le resultaba perjudicial. Leváyev luchó duro por definir su lugar en el mundo de la minería de piedras preciosas, hizo acuerdos separados con De Beers, con gobiernos de países donde había una importante industria minera, y con políticos como el presidente de Angola, José Eduardo dos Santos. Ser capaz de hacer un proceso de integración vertical, fue una acción que le ayudó a ser independiente de la corporación De Beers.

## Situación financiera y política
Lev Leváyev es el presidente del consejo de administración de la empresa África-Israel Inversiones Sociedad Limitada, una compañía de inversiones activa en Israel, y en el Área de Judea y Samaria. Lev es amigo de la religión judía ortodoxa y de la derecha política, en 2005, Lev Leváyiev, el director de Africa-Israel Inversiones, llevó a cabo un proyecto de construcción de 5.800 unidades residenciales en Modi'in Illit, un barrio judío ultraortodoxo de Modi'ín, una ciudad que se encuentra en el Área de Judea y Samaria. Aunque Leváyev fue un opositor al régimen comunista durante los tiempos de la antigua Unión Soviética, Lev mantuvo buenas relaciones con Mijaíl Gorbachov, y mantiene relaciones cordiales con el gobierno de Vladímir Putin, y con el presidente angoleño Dos Santos, quien fue un aliado de los soviéticos durante la Guerra Fría. Leváyev, empezó a construir explotaciones mineras en Namibia, durante el gobierno de Sam Nujoma.

### Asentamientos israelíes en la Palestina ocupada
Leváyiev participa en la construcción de asentamientos israelíes en la Cisjordania ocupada. La compañía Danya Cebus, de Leváyev, es una empresa subsidiaria de África-Israel Inversiones, Danya Cebus se hizo con el contrato para la construcción del asentamiento judío de Matityahu, en Mateh Binyamin. Danya Cebus también está construyendo parte de los asentamientos de la colina de Har Homa y de Maale Adumim. En 1999, la empresa de Leváyev, Danya Cebus, anunció planes para construir nuevas viviendas en el asentamiento de Ariel. A través de otra subsidiaria, LIDAR, Leváyev parece ser el único promotor inmobiliario del asentamiento de Tzufim.
La devoción de Leváyev por la construcción de asentamientos ha provocado protestas desde el exterior de la tienda Old Bond Street en su casa de Londres, hasta la joyería propiedad de Leváyev en Nueva York, y ha impulsado a Oxfam a dejar claro que Leváyev no ha realizado ningún donativo a esta organización benéfica. UNICEF también ha advertido a Leviev que no se asociarán ni aceptarán contribuciones de él debido a la controversia. En abril de 2009, tras la presión pública por un boicot, el Ministerio de Relaciones Exteriores del Reino Unido, anunció que no alquilaría su embajada en Tel Aviv a la empresa de Leváyev, África-Israel Inversiones.
En 2013, el Ministerio de Finanzas de Noruega, después de una revisión de las actividades de África-Israel Inversiones, anunció que Fondo de Pensiones del Gobierno de Noruega, podía invertir en la compañía África-Israel Inversiones. Sin embargo, el 30 de enero de 2014, África-Israel Inversiones Sociedad Limitada, se incluyó en la lista de exclusión por "graves violaciones de los derechos de las personas en situaciones de guerra o conflicto", y ha permanecido en esa lista desde entonces.

### Vínculos con la familia de Donald J. Trump
Según un artículo periodístico, publicado en The Guardian, el 24 de julio de 2017, el yerno de Donald Trump, Jared Kushner, selló un acuerdo de bienes raíces en 2015, por un valor de 295 millones de dólares, para comprar un espacio en el antiguo edificio del periódico The New York Times, en la calle 43, cerca de Times Square, en nombre de las empresas de Leváyev, África-Israel Inversiones, y Five Mile Capital. Posteriormente, en octubre de 2016, Kushner utilizó este espacio como base para un préstamo de 285 millones de dólares de Deutsche Bank. Los vínculos entre los acuerdos inmobiliarios de la familia Trump y los intereses monetarios rusos atrajeron al fiscal especial del Departamento de Justicia, Robert Mueller, mientras Mueller investigaba las acusaciones de interferencia rusa en las elecciones presidenciales de Estados Unidos de 2016.

### Fútbol
Leváyev fue un candidato para la compra del club deportivo Hapoel Tel Aviv B.C. en 2005, pero decidió apoyar al club desde fuera como un patrocinador. La aventura fue una respuesta a la compra del club deportivo Beitar Jerusalén por parte de Arkady Gaydamak, un conocido oligarca, con quien Leváyev tiene unas relaciones agridulces. Irónicamente, África-Israel Inversiones, fue un patrocinador del Beitar, y tras la compra de aquel club por Gaydamak, Leváyev mantuvo este patrocinio.